# Neoheteronyx cribrifrons
Neoheteronyx cribrifrons är en skalbaggsart som beskrevs av Lea 1924. Neoheteronyx cribrifrons ingår i släktet Neoheteronyx och familjen Melolonthidae. Inga underarter finns listade i Catalogue of Life.